# Graphical Forecast Editor
Graphical Forecast Editor (Editor Gráfico de Predicciones Meteorológicas en inglés, conocido por sus siglas GFE) es un sistema gráfico interactivo que se conoce por estación de trabajo en Meteorología, siendo este término una traducción literal del término anglosajón workstation. Se considera que una estación de trabajo es una herramienta fundamental de los meteorólogos predictores para el diagnóstico y vigilancia meteorológica, así como para elaborar la predicción hasta 2 o 3 días. En un Centro de Predicción Meteorológica, los predictores pueden utilizar el GFE para la visualización y edición de campos meteorológicos. Esta herramienta fue creada en 2001 por el Servicio Meteorológico Nacional de Estados Unidos (NWS) que es una agencia adscrita a la Administración Nacional Oceánica y Atmosférica (NOAA) para su uso operativo en los Centros de Predicción de Estados Unidos. En el GFE se incluyen aplicaciones específicas para el análisis de fenómenos meteorológicos adversos, que son tan característicos en Estados Unidos.  
El GFE es un programa de código abierto basado en la arquitectura cliente-servidor cuyo núcleo está escrito en C++ y su capa más externa en Python. Desde el año 2008, el GFE tiene una versión australiana desarrollada por el Servicio Meteorológico de Australia (Bureau of Meteorology, BoM). Por tanto, el GFE tiene dos ramas de desarrollo independientes, que son la versión americana y australiana. 
Esta herramienta se utiliza en operación en los Centros de Predicción Meteorológica de Estados Unidos y Australia. También podría estar presente en el sector privado en organizaciones vinculadas a la Meteorología, que requieran de una estación de trabajo libre y gratuita. En el ámbito de la formación profesional en Meteorología, el GFE es una de las herramientas utilizadas en los cursos formativos de Meted.

## Visualizar y editar

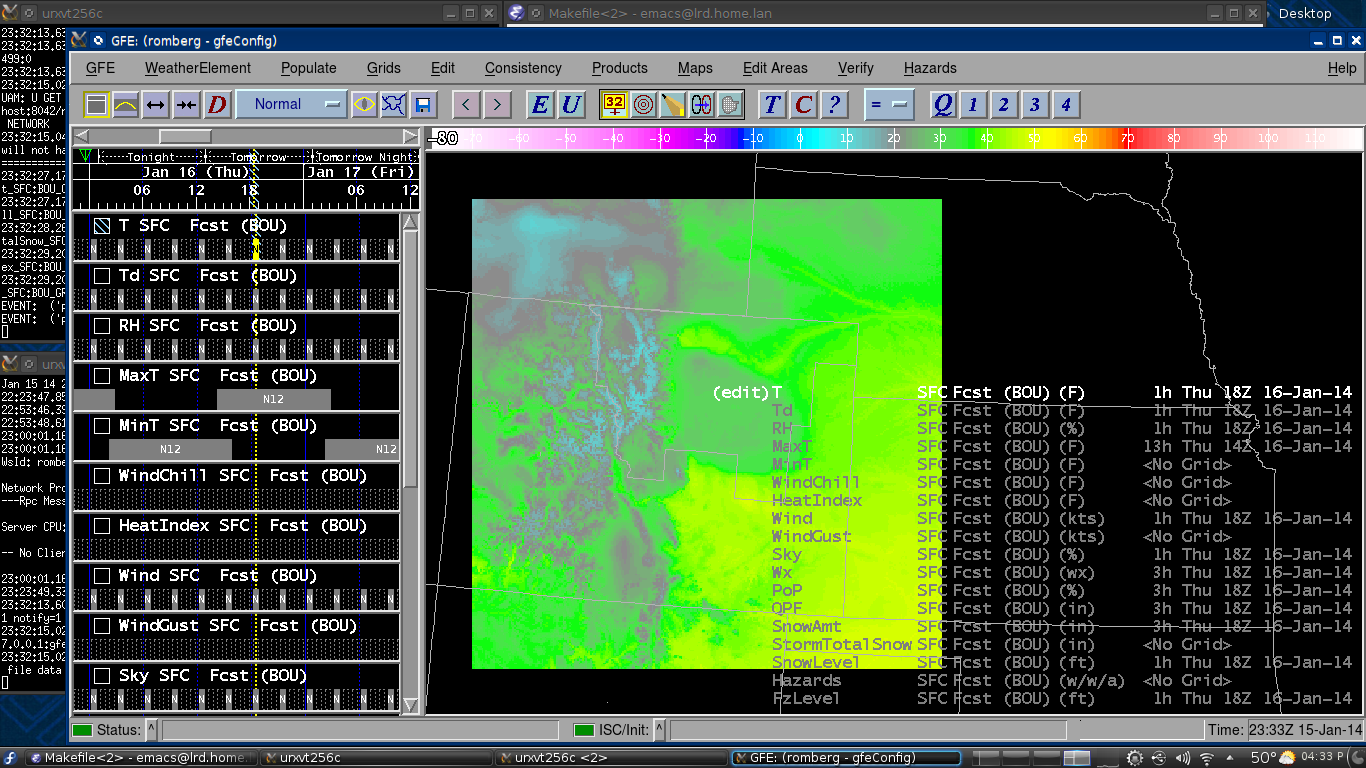
Captura de pantalla de la estación de trabajo GFE

Con esta herramienta es posible visualizar los siguientes tipos de datos en el área de trabajo:
- Datos en formato Raster. Campos meteorológicos que proceden de modelos numéricos de predicción o cualquier otro tipo de imágenes (por ejemplo, radar). En GFE se han representado campos con una resolución espacial de 2,5 km.[4]
- Datos en formato vectorial. Archivos en formato Shapefile sobre áreas administrativas, curvas de nivel, etc.
- Datos puntuales. Observaciones de estaciones meteorológicas y otro tipo datos puntuales (por ejemplo, sondeos meteorológicos).

El GFE no se creó como una simple herramienta de visualización de información meteorológica. El potencial del GFE reside en que permite al predictor editar determinados campos meteorológicos, conforme a su experiencia, formación, conocimiento del área y como resultado de las operaciones que el usuario realiza con las herramientas disponibles en esta estación de trabajo.  Con la edición, el predictor puede corregir, entre otros, la información proporcionada por modelos numéricos, mejorando el resultado ofrecido al cliente final. 
Por otra parte, con el GFE se pueden automatizar productos de textos destinados a la predicción en áreas administrativas u otras de diversa índole y cuya elaboración manual por parte del predictor, ya sea por su elevado número y porque deben actualizarse cada poco tiempo, sería inviable y poco práctico.

## Herramientas
Es conveniente que el predictor disponga de un conocimiento básico en el lenguaje de programación Python para así poder desarrollar por sí mismo herramientas, denominadas en el programa Smart Tools o herramientas inteligentes, conforme a sus propias necesidades y a las de la organización. El predictor tiene la posibilidad de crear una herramienta nueva o bien modificar una existente. Esta estación de trabajo también permite la programación de procedimientos (procedures) para realizar determinadas tareas de forma automática.  
Por otra parte, el usuario también puede modificar el entorno gráfico del GFE como, por ejemplo, la distribución, idioma, agrupación de los elementos del menú principal y de las ventanas de diálogo, escalas de colores de los campos, etc.